# DDR-Kulturzentrum
DDR-Kulturzentrum var Östtysklands (DDR:s) officiella kulturinstitut. Det avvecklades 1990 i samband med Tysklands återförening.
DDR-Kulturzentrum styrdes enligt direktiv från det östtyska regeringspartiet SED. Fram till 1972 var de främsta syftet att arbeta för DDR:s diplomatiska erkännande i väst. Man fokuserade på utrikespolitiskt strategiska länder och etablerade kulturcentrum i bland annat Prag, Warszawa, Budapest, Sofia, Helsingfors, Stockholm, Paris, Kairo, Alexandria, Zanzibar, Damaskus och Khartoum. Man tävlade med det västtyska Goethe-Institut om att representera den tyska kulturen och språket.

## Verksamhet i Sverige
DDR-Kulturzentrum etablerades i december 1967 i Stockholm, som andra centrum i Norden efter Helsingfors där ett centrum etablerats redan 1960. Till chef utsågs Jan Peters. Ledningen och språklektorerna var utsända från DDR, däremot var bland annat bibliotekarier, tolkar, sekreterare och chaufförer lokalanställda svenskar. Samtliga anställda svenskar var medlemmar i Vänsterpartiet Kommunisterna (efter detta partis sprängning 1977 var en av de anställda medlem i Arbetarpartiet Kommunisterna).
Till placeringen i Stockholm bidrog Sveriges alliansfria status och landets strävan efter fredlig samexistens.[källa behövs] Även Olof Palmes växande internationella status spelade en roll.[källa behövs]
Kulturinstitutet tilldelades fyra uppgifter:
1. Påvisa DDR:s framsteg inom den socialistiska gemenskapen
2. Utgöra en kanal för DDR:s fredspolitik
3. Avslöja imperialismens förbrytelser och kritisera det kapitalistiska systemet
4. Påvisa det socialistiska systemets överlägsenhet i den fredliga samexistensen

Peters var fram till början av 1970 chef och han ersattes av Harry Henschel som återföljdes 1972 Gerhard Kaspar.
Prioriterade mål för samarbete var Vänsterpartiet Kommunisterna, Kommunistisk ungdom, Arbetarnas bildningsförbund och Sveriges socialdemokratiska ungdomsförbund. Ett nära samarbete etablerades med Uppsala universitet, men under DDR-Kulturzentrums 23-åriga verksamhet samverkade man även brett med teatrar, skådespelarutbildningar, filmklubbar, kulturhus, bibliotek, ett 60-tal kommuner, 50 offentliga konstmyndigheter och även med privata företag som Volvo, Svenska Petroleum och SIAB.
Innan Sverige erkände DDR som stat året 1972 var kulturinstitutet DDR:s inofficiella diplomatiska utpost i Sverige.
DDR-Kulturzentrums arrangemang spände över ett vitt fält, med konstutställningar, filmvisningar, språkutbildning och föredrag som vanliga aktiviteter. Man samordnade sin verksamhet med Förbundet Sverige-DDR. 

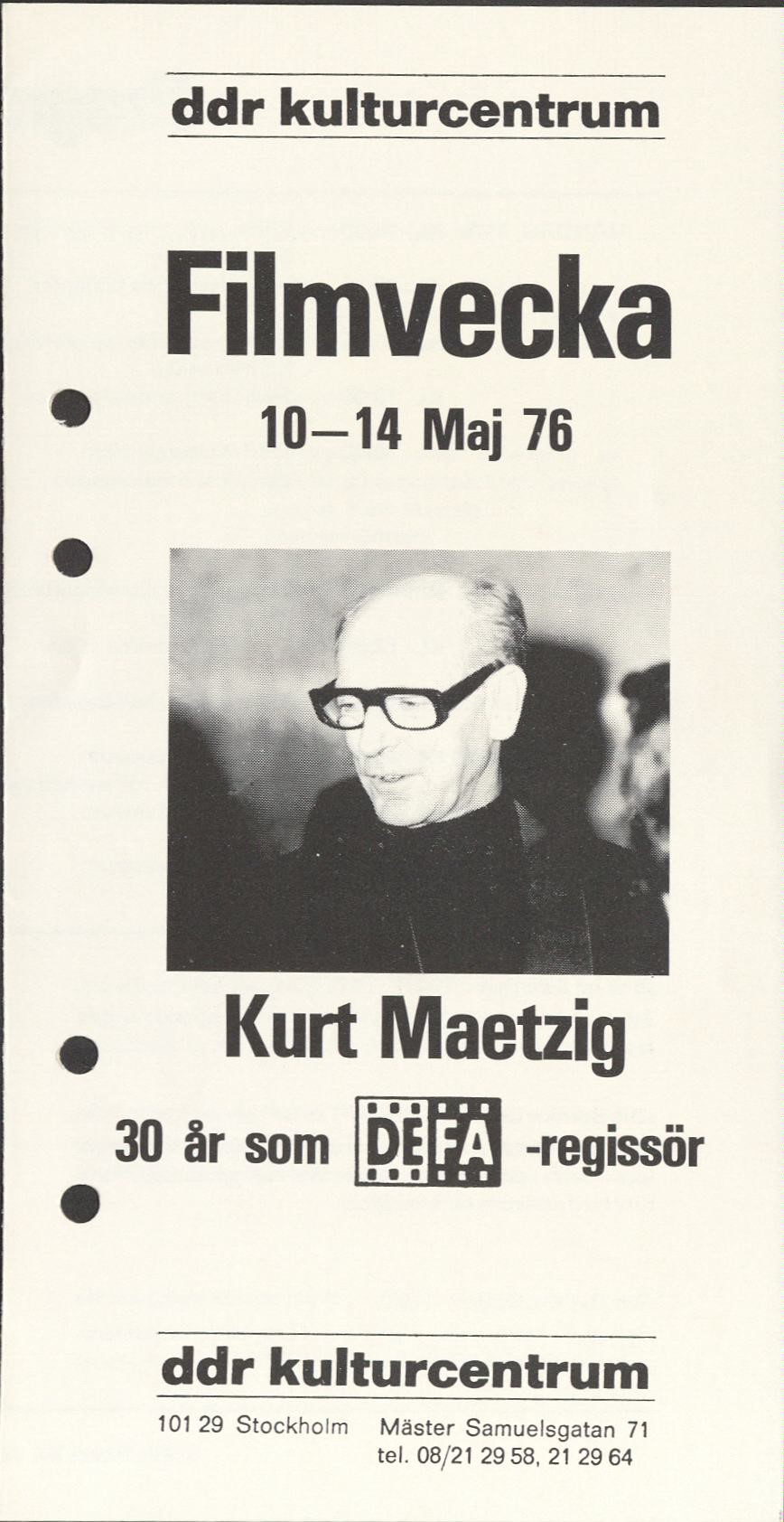
Programblad för filmveckan 10-14 maj 1976 i vilket regissören Kurt Maetzig uppmärksammas.

Arrangemangen finansierades till mycket stor del av svenska samarbetspartners, bland annat olika kommuner. Detta var av avgörande betydelse aftersom DDR-Kulturzentrum hade mycket begränsad tillgång till konvertibel valuta och skulle ha haft svårt att finansiera sin verksamhet utan detta stöd från svenska företag och ur svenska skattemedel.
En av de stora framgångarna var utställningen Proletär-revolutionär grafik, som 1980 visades i Uppsala, Karlstad, Borås och Malmö.

### Språkrör för regimen
DDR-Kulturzentrum styrdes av den östtyska regeringen och användes som instrument i landets utrikespolitik. Under verksamhetsåren kallades den första chefen, Jan Peters, tillbaka i förtid på grund av "politisk otillförlitlighet". Även tre lektorer sändes hem på grund av "icke tillåtna kontakter". Dessa händelser och även Wolf Biermanns utvisning från Östtyskland störde relationerna med de svenska kontakterna som påmindes om det politiska tillståndet i Östtyskland.
Hur mycket Ministeriet för statssäkerhet var involverad i kulturinstitutet kan inte fastställas på grund av att flera dokument förstördes vid ministeriets upplösning. Enskilda papper visade att det fanns IM (Inoffizieller Mitarbeiter) i institutet. Dessutom fanns IM vid Östtysklands ambassad i Stockholm som ofta besökte institutet.

### Nedläggning
Omedelbart efter Östtysklands uppgående i Förbundsrepubliken Tyskland i oktober 1990 beslutades om nedläggning av verksamheten. Man avvecklade lokalerna på Upplandsgatan 32 och beordrades föra över tillgångar och inventarier till det återförenade landets ambassad eller det (tidigare västtyska, nu alltyska) kulturinstitutet Goethe-Institut. Ett större antal grafiska verk donerades till Uppsala konstmuseum och till Östergötlands länsmuseum i Linköping. DDR-Kulturzentrums boksamling överfördes till Linköpings universitetsbibliotek. Svenska Filminstitutet fick motta ett antal DEFA-filmer. 
Boksamlingen omfattade kort före nedläggningen ungefär 10 000 böcker och 1 000 musikskivor.
Arkivet efter DDR Kulturcentrum bevaras hos Riksarkivet. Materialet i arkivet ger en god inblick i centrumets utåtriktade verksamhet och består nästintill uteslutande av material som exempelvis centrumets program och inbjudningar till olika arrangemang. Utöver det omfattar arkivet en hel del tidningsklipp från svensk press och fotografier från DDR. Materialet som skulle återspegla kulturcentrets politiska uppdrag har sannolikt förstörts innan överlämnandet till Riksarkivet.